# Anaulacomera
Anaulacomera är ett släkte av insekter. Anaulacomera ingår i familjen vårtbitare.

## Dottertaxa tillAnaulacomera, i alfabetisk ordning[1]
- Anaulacomera acutangulata
- Anaulacomera albonodulosa
- Anaulacomera alfaroi
- Anaulacomera angusta
- Anaulacomera angustifolia
- Anaulacomera angustipennis
- Anaulacomera antillarum
- Anaulacomera apicidentata
- Anaulacomera apolinari
- Anaulacomera araujoi
- Anaulacomera argentina
- Anaulacomera asema
- Anaulacomera bellator
- Anaulacomera bidentata
- Anaulacomera biloba
- Anaulacomera biramosa
- Anaulacomera bituberculata
- Anaulacomera boliviana
- Anaulacomera bovicula
- Anaulacomera brasiliae
- Anaulacomera brevicauda
- Anaulacomera brevicollis
- Anaulacomera caucana
- Anaulacomera cercalis
- Anaulacomera chelata
- Anaulacomera clavata
- Anaulacomera concisa
- Anaulacomera confusa
- Anaulacomera cornucervi
- Anaulacomera crassicerca
- Anaulacomera crassidentata
- Anaulacomera dama
- Anaulacomera darienica
- Anaulacomera darwini
- Anaulacomera delineata
- Anaulacomera dentata
- Anaulacomera denticauda
- Anaulacomera digitata
- Anaulacomera diluta
- Anaulacomera dimidiata
- Anaulacomera ecuadorica
- Anaulacomera erinifolia
- Anaulacomera falcata
- Anaulacomera farcifera
- Anaulacomera festae
- Anaulacomera furcata
- Anaulacomera gibbera
- Anaulacomera gracilis
- Anaulacomera harpago
- Anaulacomera hirsuta
- Anaulacomera horti
- Anaulacomera impudica
- Anaulacomera inconspicua
- Anaulacomera inermis
- Anaulacomera intermedia
- Anaulacomera inversa
- Anaulacomera invisa
- Anaulacomera lanceolata
- Anaulacomera laticauda
- Anaulacomera latifolia
- Anaulacomera lativertex
- Anaulacomera libidinosa
- Anaulacomera lingulata
- Anaulacomera longicercata
- Anaulacomera maculata
- Anaulacomera maculicornis
- Anaulacomera metropolitana
- Anaulacomera neofurcifera
- Anaulacomera nodulosa
- Anaulacomera oaxacae
- Anaulacomera olivacea
- Anaulacomera ovibos
- Anaulacomera parvula
- Anaulacomera phaula
- Anaulacomera poculigera
- Anaulacomera pygidialis
- Anaulacomera quadricercata
- Anaulacomera recta
- Anaulacomera recticauda
- Anaulacomera rusa
- Anaulacomera schunkei
- Anaulacomera securifera
- Anaulacomera simplex
- Anaulacomera sororcula
- Anaulacomera spatulata
- Anaulacomera spinata
- Anaulacomera subinermis
- Anaulacomera submaculata
- Anaulacomera sulcata
- Anaulacomera surdastra
- Anaulacomera triangulata
- Anaulacomera uncinata
- Anaulacomera unicolor
- Anaulacomera unipunctata
- Anaulacomera vidua